# Ingo Schulz
Ingo Schulz (* 27. April 1962 in Husum) ist ein deutscher Kirchenmusiker, Chorleiter, Komponist, Organist, Pianist und Dirigent. Er ist angestellter A-Kirchenmusiker an der Emmaus-Ölberg-Gemeinde in Berlin-Kreuzberg.

## Leben
Er studierte Kirchenmusik an der heutigen Hochschule für Kirchenmusik der Evangelischen Kirche von Westfalen in Herford und an der Hochschule der Künste Berlin.
Nach dem Studium komplettierte er seine Ausbildung mit weiterführenden Studien in Chorleitung bei Martin Behrmann und Uwe Gronostay sowie einem musikwissenschaftlichen Studium bei Carl Dahlhaus.
Seit 1985 ist er Organist in der Ölbergkirche im heutigen Berliner Ortsteil Kreuzberg. 1989 gründete er den Ölberg-Chor. Seine musikalischen Vorlieben liegen bei der Musik des 20. und 21. Jahrhunderts; mit dem Ölberg-Chor hat er aber nicht nur Werke der Moderne, sondern auch große Oratorien aus der Zeit des Barock bis zur Spätromantik aufgeführt. Der Chor widmet sich daneben der A-cappella-Literatur aller Epochen. Das Bild des Chores in der Öffentlichkeit wird insbesondere durch Uraufführungen, Kombinationen von Alter und Neuer Musik sowie durch eine Nutzung von Raum und Licht bestimmt.
Neben seiner Tätigkeit als Chorleiter und Kirchenmusiker hat er mehrfach mit Werken von Leon Schidlowsky konzertiert, unter anderem ist eine Rundfunkaufnahme 1996 in Saarbrücken entstanden.
Seit 1994 hat Schulz einen Lehrauftrag für das Fach Orgel am Kirchenmusikalischen C-Seminar der Ev. Kirche Berlin-Brandenburg-schlesische Oberlausitz an der Universität der Künste Berlin.
Seit einigen Jahren komponiert und arrangiert er auch und stellt Neuausgaben freier älterer Musik im Netz zur Verfügung.

## Eigene Werke

### Chor a cappella
- Kyrie (SSATBB)
- Maria durch ein Dornwald ging (SSATB)
- Mary had a baby (SATB)
- O Freude über Freude (SATB)
- O Heiland, reiß die Himmel auf. 2-9-stg. Choralsatz.
- Trinklied (BBBB)
- Weil Gott in tiefster Nacht erschienen (SATB)
- Chor-Improvisationen zu Lieder des Ev. Gesangbuchs

### Chor und Orchester
- Die Nacht [Licht] (SB, Chor SSAATBB, Fl, Kl, Horn, Trp, Pos, Schlagwerk, Klavier, Streicher)
- Die Nacht ist vorgedrungen, 5 Strophen (Chor SSAATBB, verschiedene Versionen: Klavier, Orgel, Orchester)
- Grablegung und Auferstehung (SA, Chor SSAATB, 2 Fl, 2 Ob, Fg, 3/3/2/1/1, Org)
- O, möcht’ er mich küssen (Chor SSAATB / SATB SATB, Streicher, Klavier)
- Der andere Plan – eine Passion nach Paul Gerhardt, dem Evangelisten Lukas und Andreas Eschbach (Chor SSAATTBB, Sprecher, Klavier, Orgel, Schlagzeug)

### Bläser
- Toccata in C (2 Trp, 2 Pos/tb, Pk/timp, Org)

## Bearbeitungen
- Brahms: Ein deutsches Requiem – Fassung für Kammerorchester, Solisten und Chor
- Bruckner: Te Deum – Fassung für Kammerorchester, Solisten und Chor
- Cornelius: Die Könige – Fassung für Solo und Chor SATB
- Liszt: 5 Sätze aus „Christus“ – Fassung für Kammerorchester, Solisten und Chor
- Puccini: Messa di Gloria – Fassung für Kammerorchester, Solisten und Chor
- Puccini: Requiem – Fassung für Streichorchester
- Verdi:  „Ingemisco“ & „Confutatis“ (aus „Requiem“) – Fassung für Kammerorchester